# Mintanye
Mintanye est un village du Cameroun, situé dans la région du Centre et le département du Nyong-et-Kéllé. Il est rattaché à la commune d'Éséka. 

## Population
En 1963-1964, la population de Mintanye était de 143 habitants, principalement des Bassa. 
Lors du recensement de 2005, on y a dénombré 177 personnes.   